# Костолац
Костолац е градче в Източна Сърбия, Браничевски окръг, разположено срещу Дунавац, край устието на река Млава, на ръкава Мали Дунав.

## История
За пръв път селището се споменава през 86 г. пр.н.е., като римска крепост Виминациум. Античният римски град е административен център на римската провинция Горна Мизия и постоянен лагер (база) на Седми Клавдиев легион.
По византийско време процъфтява с името Виминакион. Българите владеят укрепения град, известен с името Браничево. Той е център на следновековната Браничевска област, населена със славянското племе браничевци. Средище е на епископия по времето на Първото българско царство.
През 1207 г. градът е завладян от кралство Унгария, но цар Иван Асен II, сключвайки династичен брак с най-малката дъщеря на унгарския крал Андраш II - Анна-Мария си възвръща владението му като зестра. След това се владее от български боляри, относително независими от централната власт в Търново - Ростислав Михайлович, Дърман и Куделин.
От края на XIII век Браничево попада под властта на крал Стефан Милутин, а през XV век е завладян и разрушен от османците. Така през средните векове е владян последователно от византийци, българи, унгарци, сърби (за кратко), турци и австрийци /в периода 1718 - 1739, когато Белградския пашалък е под властта на Австрийските Хабсбурги/.

## Семантика
От думата кастел произлиза сегашното име на селището Костолац. В наше време градчето е едно от най-богатите в Сърбия, като е център на археологически находки. Тук е намерен известният Кличевски идол и много ценни златни накити, които говорят за високо художествено майсторство, практикувано в античността при изработване на златни предмети.
На дунавския му бряг, осеян с много вили, има удобни места за почивка и плаж.